# ویروس لانگیا هنیپا
ویروس لانگیا هنیپا (انگلیسی: Langya henipavirus) که به عنوان ویروس لانگیا معروف است، گونه‌ای از هنیپاویروس است که ابتدا در استان‌های شاندونگ و هنان چین شناسایی شد. این ویروس در سال‌های ۲۰۱۸ تا ۲۰۲۲ در ۳۵ بیمار مشاهده شده‌است اما از این تعداد کسی به‌طور جدی بیمار نشده یا جانش را از دست نداده‌است. هیچ نشانه‌ای از انتقال ویروس لانگیا از انسان به انسان مشاهده نشده‌است.